# Pugnaso curtirostris
Pugnaso curtirostris är en fiskart som först beskrevs av François Louis Nompar de Caumont de Laporte 1872.  Pugnaso curtirostris ingår i släktet Pugnaso och familjen kantnålsfiskar. Inga underarter finns listade i Catalogue of Life.